# Aphidius megourae
Aphidius megourae är en stekelart som beskrevs av Jaroslav Stary 1965. Aphidius megourae ingår i släktet Aphidius och familjen bracksteklar. Arten är reproducerande i Sverige. Inga underarter finns listade i Catalogue of Life.